# Mesanthura kiliani
Mesanthura kiliani är en kräftdjursart som beskrevs av Müller 1993. Mesanthura kiliani ingår i släktet Mesanthura och familjen Anthuridae. Inga underarter finns listade i Catalogue of Life.